# Villnachern
Villnachern (das V wie ein F gesprochen; schweizerdeutsch: ˈfɪlˌnɑχərə) ist eine Einwohnergemeinde im Schweizer Kanton Aargau. Sie gehört zum Bezirk Brugg und liegt rund drei Kilometer westsüdwestlich des Bezirkshauptorts Brugg.

## Geographie
Das Dorf liegt in einer Mulde am Rand des Aaretals zwischen dem Südhang des zum Tafeljura gehörenden Bözbergs und dem Hügel Vorderbuech, einem Ausläufer des Linnerbergs. Das Tal mit der Dorfsiedlung wird vom Villnacher Dorfbach (oder Talbach), der aus dem Buechbach und dem Rädlibrunnbach entsteht, zur Aare bzw. zum Unterwasserkanal des Kraftwerks entwässert; im letzten Abschnitt ist er eingedolt.  Durch das tief eingeschnittene Tobel zwischen den Hügeln Buech und Grüt fliesst der Mannlehenbach. Nordöstlich des Dorfes fliesst der Sigerstbach in die Ebene und erreicht den Werdgraben, der bei Umiken in die Aare mündet. Über das Gemeindegebiet liegen mehrere Einzelhöfe verstreut. Die Berghänge im Westen und im Norden sind mehrheitlich bewaldet. Am Bözberg-Südhang liegen einige Gebiete mit artenreichen Trockenwiesen, auf denen unter anderem verschiedene Orchideen wachsen und die im Bundesinventar der Trockenwiesen und -weiden von nationaler Bedeutung verzeichnet sind. In den 2010er Jahren führte der Verein «Hot Spots» im Schutzgebiet Schihalde ein Projekt zur Förderung der seltenen Orchideenarten durch.
Die Aarelandschaft bei Villnachern und Brugg wurde mit dem Bau des Kraftwerks Wildegg-Brugg stark verändert. Das Maschinenhaus dieser Anlage steht bei Villnachern, und der Oberwasser- und der Unterwasserkanal bilden die künstliche Grenze des offenen Landwirtschaftsgebiets. Ein grosser Teil der wilden Auenlandschaft der Aare blieb auf der rechten Seite der Kanäle erhalten. Die Fläche mit dem Altlauf der Aare und der rund vier Kilometer langen und durchschnittlich 150 Meter breiten Schacheninsel ist ein bedeutendes Element des Auenschutzparks Aargau und wird als Naturschutzgebiet Umiker Schachen-Stierenhölzli gepflegt, das zum grössten Teil auf Villnacher Gebiet liegt. Die Schacheninsel stellt ein wertvolles Amphibienlaichgebiet dar, das im Bundesinventar der Amphibienlaichgebiete von nationaler Bedeutung enthalten ist, und weist auch ein Naturwaldreservat auf. Von Villnachern aus führt eine Verbindungsstrasse über die Kanalbrücke oberhalb des Kraftwerkgebäudes und über das Hilfswehr im Altlauf der Aare nach Schinznach-Bad.
Das Areal des Gemeindegebiets umfasst 575 Hektaren, davon sind 281 Hektaren mit Wald bedeckt und 76 Hektaren überbaut. Der höchste Punkt liegt auf 572 Metern im Gebiet Widacher im Nordwesten, der tiefste auf 338 Metern an der Aare.
Die Nachbargemeinden von Villnachern sind Bözberg im Norden, Brugg im Osten und Schinznach im Süden.

Historisches Luftbild von Werner Friedli von 1964

## Geschichte
Funde aus der Jungsteinzeit weisen auf eine frühe Besiedlung dieser Gegend hin. Ausserdem fand man Reste römischer Bauten sowie alamannische Gräber. 1141 wurde Filnacker erstmals urkundlich erwähnt, als das Kloster St. Blasien seinen Besitz an die Habsburger verkaufte. Der Ortsname stammt vom althochdeutschen (ze) Filin ahharun und bedeutet «bei den Äckern des Filo». Im Habsburger Urbar von 1306 erscheint der Name Wilnach. Später gelangte das Dorf zur Herrschaft Schenkenberg. Die Burg Villnachern gehörte ab Mitte des 13. Jahrhunderts den Herren von Ostrach (die Familie steht in keinem erkennbaren Zusammenhang mit dem Ort Ostrach im Allgäu, denkbar wäre vielmehr ein Bezug zur Stadt Uster). Diese Familie starb vor 1450 aus, und die Burg verfiel noch in der zweiten Hälfte des 15. Jahrhunderts zu einer Ruine.
Bern besetzte 1460 die Herrschaft Schenkenberg militärisch und fügte sie als neue Landvogtei den übrigen Untertanengebieten im Berner Aargau an. Villnachern bildete innerhalb der Landvogtei einen eigenen Gerichtsbezirk. 1528 führten die Berner die Reformation ein und teilten das Dorf 1732 dem neu gebildeten Amt Kasteln zu. Beim Franzoseneinfall im März 1798 entmachteten die Franzosen die «Gnädigen Herren» von Bern und riefen die Helvetische Republik aus, die 1803 aufgelöst wurde. Villnachern gehört seither zum Kanton Aargau.
Während der frühen Neuzeit wurden in Steinbrüchen bei Villnachern Muschelkalkstein und Gips abgebaut. Am 2. August 1875 erfolgte mit der Eröffnung der Bözbergstrecke der Anschluss ans Eisenbahnnetz, die Station Villnachern lag allerdings etwas abseits am Hang des Bözbergs. Die Villnacherer Rebberge bedeckten einst eine Fläche von über 40 Hektaren, fielen jedoch in der zweiten Hälfte des 19. Jahrhunderts weitgehend der Reblaus zum Opfer. In der zweiten Hälfte des 20. Jahrhunderts wandelte sich Villnachern von einer Bauern- zu einer Wohngemeinde. Die Einwohnerzahl stieg allein zwischen 1970 und 1990 um über 70 Prozent.
Am 5. April 2009 stimmten die Stimmberechtigten einer geplanten Fusion mit den Nachbargemeinden Schinznach-Dorf, Schinznach-Bad und Oberflachs zur neuen Gemeinde Schenkenberg zu. Die Fusion kam dennoch nicht zustande, weil Veltheim sie ablehnte. Das daraufhin initiierte Fusionsprojekt ohne Veltheim scheiterte bei einer Urnenabstimmung am 25. Oktober 2009, als die Stimmbürger Villnacherns das Projekt ablehnten. Seit 2016 fanden Gespräche zwischen den Exekutiven von Villnachern und Brugg über eine eventuelle Gemeindefusion statt. 2023 setzten die Gemeinden Fachgruppen für die Ausarbeitung der diesbezüglichen Projektunterlagen ein.

## Sehenswürdigkeiten

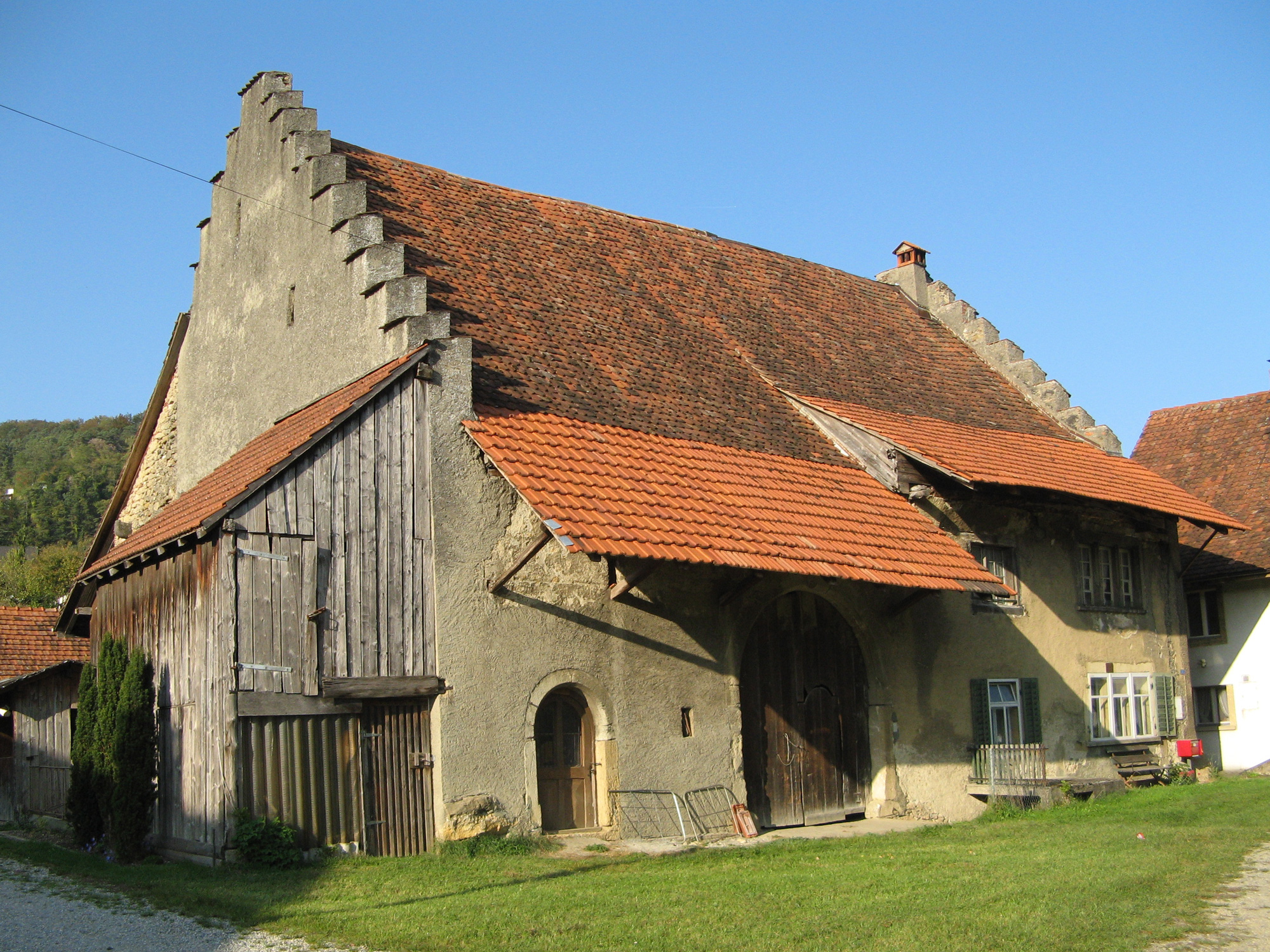
Zehntenhaus

- Im Dorfzentrum stehen zahlreiche Gebäude, die um 1600 im spätgotischen Stil errichtet worden sind.
- Villnachern besitzt keine eigene Kirche, sondern gehört zur Pfarrei Umiken.[16]
- Das Zehntenhaus ist im Schweizerischen Inventar der Kulturgüter von nationaler Bedeutung aufgeführt.

## Wappen
Die Blasonierung des Gemeindewappens lautet: «In Blau gewendete gelbe Pflugschar, im Schildhaupt begleitet von zwei fünfstrahligen gelben Sternen.» Das Wappen erschien in dieser Form erstmals 1872 auf dem Gemeindesiegel. Der Pflug weist auf die landwirtschaftliche Tradition des Dorfes hin, während die Bedeutung der beiden Sterne nicht mehr bekannt ist.

## Bevölkerung
Die Einwohnerzahlen entwickelten sich wie folgt:
| Jahr      | 1764 | 1850 | 1900 | 1930 | 1950 | 1960 | 1970 | 1980 | 1990 | 2000 | 2010 | 2020 |
| Einwohner | 282  | 504  | 421  | 533  | 644  | 716  | 789  | 1056 | 1353 | 1221 | 1497 | 1654 |

Am 31. Dezember 2023 lebten 1677 Menschen in Villnachern, der Ausländeranteil betrug 17,8 %. Bei der Volkszählung 2015 bezeichneten sich 38,1 % als reformiert und 27,1 % als römisch-katholisch; 34,8 % waren konfessionslos oder gehörten anderen Glaubensrichtungen an. 92,0 % gaben bei der Volkszählung 2000 Deutsch als ihre Hauptsprache an, je 1,1 % Italienisch und Französisch sowie 0,8 % Serbokroatisch.

## Politik und Recht
Die Versammlung der Stimmberechtigten, die Gemeindeversammlung, übt die Legislativgewalt aus. Ausführende Behörde ist der fünfköpfige Gemeinderat. Er wird im Majorzverfahren vom Volk gewählt, seine Amtsdauer beträgt vier Jahre. Der Gemeinderat führt und repräsentiert die Gemeinde. Dazu vollzieht er die Beschlüsse der Gemeindeversammlung und die Aufgaben, die ihm vom Kanton zugeteilt wurden. Für Rechtsstreitigkeiten ist in erster Instanz das Bezirksgericht Brugg zuständig. Villnachern gehört zum Friedensrichterkreis VIII (Brugg).

## Wirtschaft
In Villnachern gibt es gemäss der im Jahr 2015 erhobenen Statistik der Unternehmensstruktur (STATENT) rund 260 Arbeitsplätze, davon 15 % in der Landwirtschaft, 33 % in der Industrie und 52 % im Dienstleistungssektor. Somit ist Villnachern in erster Linie eine Wohngemeinde. Wichtigster Arbeitgeber ist das Wasserkraftwerk Wildegg-Brugg der Axpo. Die meisten Erwerbstätigen sind Wegpendler und arbeiten in der Region Brugg.
Weiterhin von Bedeutung ist der Weinbau. Am Südhang des Buech, der so genannten Eihalde, war im Jahr 2018 eine Fläche von 7,4 Hektaren mit Reben bestockt. Es werden ein Dutzend Sorten angepflanzt, wobei Blauburgunder und Riesling × Sylvaner überwiegen.

## Verkehr
Das Dorf liegt an der Kantonsstrasse 473, die von Brugg dem westlichen Aareufer entlang nach Schinznach-Dorf verläuft. Die Anbindung an das Netz des öffentlichen Verkehrs erfolgt durch die Postautolinie vom Bahnhof Brugg über Schinznach-Dorf nach Thalheim. An Wochenenden verkehrt ein Nachtbus von Brugg über Villnachern, Schinznach-Bad und Veltheim nach Thalheim. Die Bahnstation Villnachern an der Bözbergstrecke wurde im Dezember 2008 stillgelegt.
Über den südlichen Abschnitt des Gemeindegebiets verläuft die 1996 eröffnete Aaretalbrücke der Autobahn A3. Der Viadukt überquert im Gebiet von Villnachern den Oberwasserkanal und die alte Aare und überdeckt einen Bereich des Naturschutzgebiets. Als Ausgleichsmassname für den Eingriff in die Naturlandschaft wurde im Rahmen des Bauprogramms für den Auenschutzpark Aargau unter der Brücke ein neues Gewässersystem gebaut.

## Bildung
In Villnachern gibt es ein Schulhaus, in dem der Kindergarten und die Primarschule untergebracht sind. Die Realschule und die Sekundarschule können in Veltheim besucht werden, die Bezirksschule in Schinznach-Dorf. Die nächstgelegenen Gymnasien sind die Kantonsschule Baden und die Kantonsschule Wettingen.

## Persönlichkeiten
In Villnachern geboren:
- Edmund Schulthess (1868–1944), Rechtsanwalt und Politiker, Bundespräsident, Präsident der Eidgenössischen Bankenkommission
- Hans Hartmann (1913–1991), Grafiker

Mit Bezug zu Villnachern:
- Johannes Frey (1740–1815), Schultheiss von Brugg, Gerichtsherr von Villnachern